# Rodrigo Gattas
Rodrigo Pablo Gattas Bertoni (Santiago, Chile, 2 de diciembre de 1991) es un futbolista chileno. Juega como delantero en Concón National de la Segunda División Profesional de Chile.

## Trayectoria
Se formó en la Universidad Católica desde la sub-10 hasta la categoría 14.
Conocido como el felino del área, comenzó su carrera a temprana edad en el Club Deportivo Universidad Católica, incorporándose posteriormente a las ligas de Unión Española. debuta en el profesionalismo el día 18 de julio del 2009, ante el conjunto de Huachipato, en calidad de titular. El partido concluyó en victoria para el equipo de Unión Española, 2 a 1.
En el año 2012 se consagra como goleador de la Copa Libertadores sub-20 con 6 tantos.
El 11 de noviembre de 2012 convierte su primer gol como profesional a Cobreloa en el triunfo 2-1 por el Torneo Clausura 2012 dándole la clasificación a play-off en un agónico final. Logró el subcampeonato con Unión Española al perder con Huachipato.
Anota un gol ante Cobresal en la primera fecha del Torneo Transición 2013, donde finalmente ganarían por 2-1. 
Se coronaria campeón con Unión Española al ganarle a Colo Colo en la última fecha.
Se fue a Unión La Calera para conseguir mayor regularidad, donde conseguiría 8 goles en 36 partidos.
Paso por Cobreloa, Cobresal, Santiago Morning, Hilal Al-Quds, Club Atlético Cerro, Rangers, Deportes Santa Cruz, York9 F. C., Gabala FK, Unión Deportiva Montijo, Fernández Vial y actualmente se encuentra en San Antonio Unido.

## Selección juvenil
- Participó del Sudamericano Sub-20 que se desarrolló en Perú durante 2011.

## Estadísticas
| Club                    | País       | Año         | Part. | Goles | Prom. |
| ----------------------- | ---------- | ----------- | ----- | ----- | ----- |
| Unión Española          | Chile      | 2009-2013   | 24    | 5     | 0,20  |
| Unión Española B        | Chile      | 2012-2013   | 45    | 25    | 0,55  |
| Unión La Calera         | Chile      | 2013-2014   | 36    | 8     | 0,22  |
| Cobreloa                | Chile      | 2014-2015   | 14    | 1     | 0,07  |
| Cobresal                | Chile      | 2015        | 4     | 0     | 0,00  |
| Santiago Morning        | Chile      | 2016        | 10    | 3     | 0,30  |
| Hilal                   | Palestina  | 2016        | 0     | 0     | 0,00  |
| Club Atlético Cerro     | Uruguay    | 2017        | 6     | 0     | 0,00  |
| Rangers                 | Chile      | 2018        | 18    | 4     | 0,22  |
| Deportes Santa Cruz     | Chile      | 2019        | 8     | 1     | 0,12  |
| York9 F. C.             | Canadá     | 2019-2020   | 34    | 11    | 0.32  |
| Gabala FK               | Azerbaiyán | 2020        | 2     | 0     | 0,00  |
| Unión Deportiva Montijo | España     | 2021        | 20    | 6     | 0.3   |
| Total                   |            | 2009 - 2021 | 221   | 64    | 0,28  |

## Palmarés

### Campeonatos nacionales
| Título           | Club           | País  | Año    |
| ---------------- | -------------- | ----- | ------ |
| Primera División | Unión Española | Chile | 2013-T |

### Distinciones individuales
| Distinción                              | Año  |
| --------------------------------------- | ---- |
| Goleador de la Copa Libertadores Sub-20 | 2012 |